# Dichelyma distichum
Dichelyma distichum là một loài Rêu trong họ Fontinalaceae. Loài này được (Spreng. ex Arn.) Myrin mô tả khoa học đầu tiên năm 1833.